# Wim Hendriks
Wilhelmus Hendriks, detto Wim, (Amsterdam, 19 aprile 1930 – 24 marzo 1975), è stato un calciatore olandese, di ruolo difensore.

## Carriera
A livello di club, Wim Hendriks giocò quasi tutta la carriera nel Vitesse, tranne l'ultimo anno di attività passato nel De Graafschap. Ha giocato anche tre partite in Nazionale olandese, esordendo il 14 maggio 1952 nella partita giocata ad Amsterdam contro la Svezia, subentrando a Rinus Terlouw.
Ha fatto parte dei convocati olandesi per le Olimpiadi di Helsinki 1952, senza però mai scendere in campo.

## Statistiche

### Cronologia presenze e reti in Nazionale
| Cronologia completa delle presenze e delle reti in nazionale ― Paesi Bassi | Cronologia completa delle presenze e delle reti in nazionale ― Paesi Bassi | Cronologia completa delle presenze e delle reti in nazionale ― Paesi Bassi | Cronologia completa delle presenze e delle reti in nazionale ― Paesi Bassi | Cronologia completa delle presenze e delle reti in nazionale ― Paesi Bassi | Cronologia completa delle presenze e delle reti in nazionale ― Paesi Bassi | Cronologia completa delle presenze e delle reti in nazionale ― Paesi Bassi | Cronologia completa delle presenze e delle reti in nazionale ― Paesi Bassi |
| Data                                                                       | Città                                                                      | In casa                                                                    | Risultato                                                                  | Ospiti                                                                     | Competizione                                                               | Reti                                                                       | Note                                                                       |
| -------------------------------------------------------------------------- | -------------------------------------------------------------------------- | -------------------------------------------------------------------------- | -------------------------------------------------------------------------- | -------------------------------------------------------------------------- | -------------------------------------------------------------------------- | -------------------------------------------------------------------------- | -------------------------------------------------------------------------- |
| 14-5-1952                                                                  | Amsterdam                                                                  | Paesi Bassi                                                                | 0 – 0                                                                      | Svezia                                                                     | Amichevole                                                                 | -                                                                          | 64’                                                                        |
| 21-9-1952                                                                  | Copenaghen                                                                 | Danimarca                                                                  | 3 – 2                                                                      | Paesi Bassi                                                                | Amichevole                                                                 | -                                                                          |                                                                            |
| 22-3-1953                                                                  | Amsterdam                                                                  | Paesi Bassi                                                                | 1 – 2                                                                      | Svizzera                                                                   | Amichevole                                                                 | -                                                                          |                                                                            |
| Totale                                                                     |                                                                            | Presenze                                                                   | 3                                                                          |                                                                            | Reti                                                                       | 0                                                                          |                                                                            |